# 浏阳经济技术开发区

浏阳经济技术开发区交通图。

浏阳经济技术开发区（简称浏阳经开区）是位于中华人民共和国湖南省浏阳市洞阳镇的一个国家级经济技术开发区，是长沙市第三家国家级经济技术开发区。其前身是浏阳工业园，始建于1997年。其面积为16平方公里。浏阳经济技术开发区分为浏阳生物医药园、浏阳制造产业基地，主要由生物医药园、电子信息园、机械制造园、保健食品园等园区构成。

## 沿革
1997年，浏阳工业园建立，它是浏阳经济技术开发区的前身。
2001年9月，浏阳工业园改名为浏阳生物医药园。
2006年10月，中华人民共和国国家发展和改革委员会批准其成立中国中西部地区第一个国家级生物产业基地。
2010年10月，中华人民共和国科技部批准其成立中国中西部地区唯一国家创新药物孵化基地。
2012年3月，中华人民共和国国务院批准其升格成“国家级经济技术开发区”。

## 交通和区位
浏阳经济技术开发区距离浏阳市区25公里、星沙收费站30公里、黄花国际机场15公里，面积为16平方公里。

## 主要企业
浏阳经济技术开发区的企业一共有459家，外资企业22家，工业企业230家；年产值亿元以上企业45家、5亿元以上企业25家、100亿元以上企业1家；三家上市企业：永清环保、尔康制药、蓝思科技。
- 蓝思科技
- 介面光电
- 尔康制药
- 顶新国际集团
- 基伍通讯
- 领胜科技
- 丰日
- 盐津铺子
- 绿之韵
- 好味屋

## 领导人
- 工委书记：郭力夫[3]